# Raúl García de Mateos
Pour les articles homonymes, voir Raúl García et García.
Raúl García de Mateos Rubio, né le 5 juillet 1982 à Manzanares (Castille-La Manche), est un coureur cycliste espagnol. Professionnel notamment entre 2005 et 2014, il est surtout connu pour ses longues échappées. 

## Biographie
Il commence sa carrière professionnelle au sein de l'équipe Relax-Fuenlabrada en 2005, où il évolue jusqu'en 2007. En 2010, il est membre de l'équipe amateur Supermercados Froiz avant de rejoindre l'équipe Louletano-Dunas Douradas en août 2013.
Il compte à son palmarès des victoires obtenues sur le calendrier amateur espagnol, mais aucune sur le circuit professionnel.
Il décide dans un premier temps de prendre sa retraite de coureur professionnel à l'issue de la saison 2014, avant de reprendre la compétition en 2017 au sein de la formation Louletano-Hospital de Loulé, où il rejoint son frère Vicente. Au cours du mois de mai, il quitte cette équipe et retourne dans les rangs amateurs espagnols au sein du club galicien Cortizo-Anova, dirigé par l'ancien coureur Jesús Blanco Villar.

## Palmarès
- 2004
  - 2e étape du Tour de Castellón
  - 3e de la Ronde du Maestrazgo
  - 3e du Tour de Castellón
- 2008
  - Tour de Carthagène :
    - Classement général
    - 2e étape

  - 4e étape du Tour de Galice
  - Classement général du Tour de Tolède
  - 1re étape du Tour de Zamora (contre-la-montre par équipes)
  - 2e du Mémorial Manuel Sanroma
  - 3e du Tour de Tarragone
  - 3e du Tour de Zamora
- 2010
  - Trofeo Olías Industrial
  - Clásica de la Chuleta
  - Classement général du Tour de Galice
  - 3e étape du Tour d'Ávila
  - 4e étape du Tour de Zamora
  - 2e du Trophée Iberdrola
  - 2e du Tour de Zamora
- 2011
  - 2e étape du Tour des comarques de Lugo
  - 3e de la Clásica de Pascua
  - 3e du Tour d'Estrémadure
  - 3e du Tour de La Corogne
  - 3e du Tour des comarques de Lugo
  - 3e du Tour de Zamora
- 2012
  -  Champion d'Espagne sur route amateurs
  - Mémorial Manuel Sanroma
  - 2e du Gran Premio Primavera de Ontur
- 2013
  - Trophée Iberdrola
  - Trofeo del Ausente
  - 2e du Trofeo Peña Ciclista Paloma
  - 3e du Tour de La Corogne
  - 3e du Tour des comarques de Lugo
- 2017
  - 3e de la Volta ao Ribeiro
- 2018
  - Clásica de Pascua
  - Classement général du Tour de Salamanque
- 2019
  - Tour de La Corogne :
    - Classement général
    - 1re étape

  - 3e de la Clásica de Pascua
  - 3e du Tour de Galice

## Résultats sur le Tour d'Espagne
2 participations
- 2006 : 51e
- 2007 : 99e

## Classements mondiaux
| Année           | 2006   | 2007 | 2008   | 2009 | 2010   | 2011   | 2012 | 2013 | 2014 |
| --------------- | ------ | ---- | ------ | ---- | ------ | ------ | ---- | ---- | ---- |
| UCI Asia Tour   | 226e   |      |        |      |        |        |      |      |      |
| UCI Europe Tour | 1 248e |      | 1 217e | 826e | 1 064e | 1 150e |      |      | 933e |